# Yuvalama

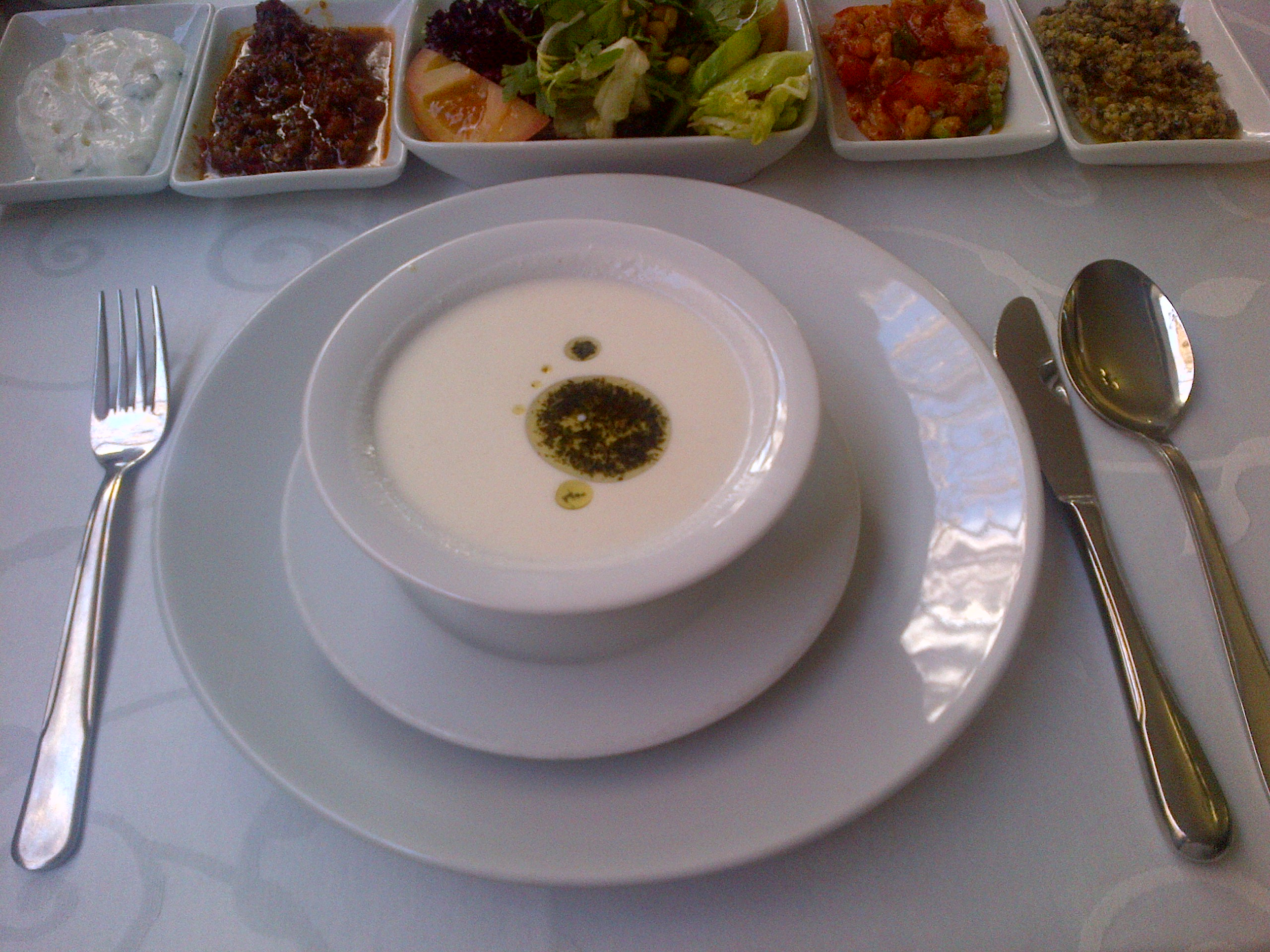
"Yuvalama", sopa turca de masa, iogurt i cigrons; amb su salsa de menta a sobre i alguns plats de meze al costat.

Yuvalama o Yuvalama çorbası és una sopa (çorba) del sud de Turquia, especialment de les ciutats de Gaziantep i Adana.
Aquesta sopa conté unes boles molt petites de köfte fet amb carn picada, arròs i/o bulgur. Aquestes mandonguilles s'anomenen "yuvalama". D'altra banda es couen cigrons. Així la sopa té boles grans i petites, de manera que alguns l'anomenen "analı kızlı" (mare i filla en turc).
Un cop cuinada, a la sopa s'hi agrega una mica de "süzme yoğurt" (iogurt filtrat). A l'hora de servir el plat, sobre la sopa s'hi posa una salsa verda de menta i mantega fosa amb pul biber.
Encara que generalment es considera una "sopa",  Yuvalama  és un menjar considerat per a ocasions especials en la cuina de Gaziantep i estimat per la gent de la ciutat que poden prendre-ho com un insult anomenar a aquest guisat com una sopa, segons Fatma Şahin, alcaldessa metropolità (ciutat i província) de Gaziantep.

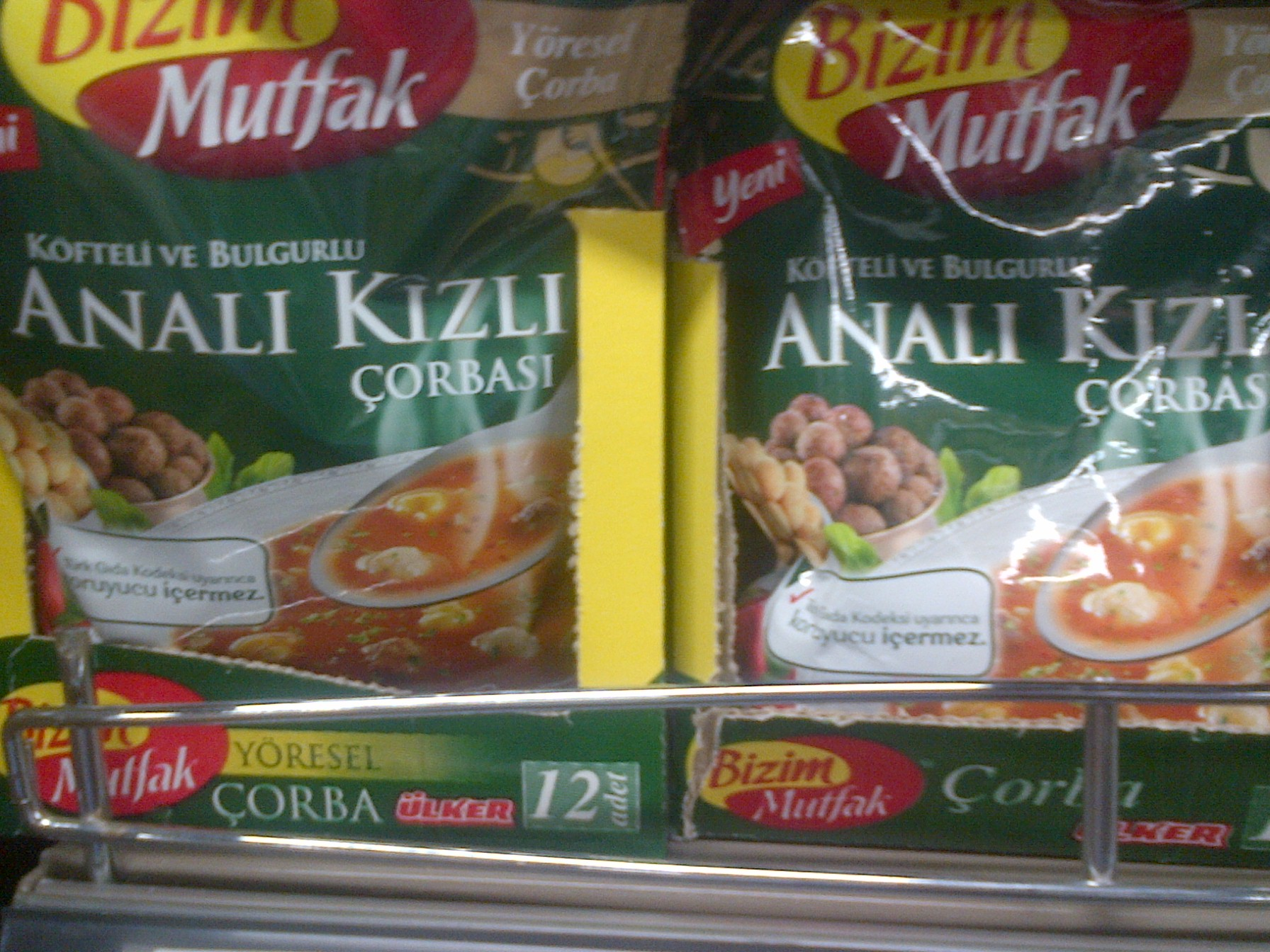
"Mare i filla" (sopa a sobre)